# Список национальных парков Азербайджана
В Азербайджане расположены 12 национальных парков.

## Список парков
|     | Название                                                     | Оригинальное название                            | Основан          | Площадь, га (км²)           | Расположение                                      | Информация | Изображение / лого | На карте                                                      |
| --- | ------------------------------------------------------------ | ------------------------------------------------ | ---------------- | --------------------------- | ------------------------------------------------- | --- | ------------------ | ------------------------------------------------------------- |
| 1.  | Зангезурский национальный парк имени академика Гасана Алиева | Akademik Həsən Əliyev adına Zəngəzur Milli Parkı | 16 июня 2003     | 42,797 га (427.97 км²)      | Ордубадский район Нахичеванской АР                | До 25 ноября 2009 года назывался Ордубадским национальным парком имени академика Гасана Алиева. |                    |                                                               |
| 2.  | Аг-Гёльский национальный парк                                | Ağ göl Milli Parkı                               | 5 июля 2003      | 17,924 га (179.24 км²)      | Агджабединский и Бейлаганский районы              | Парк создан на базе Аг-Гельского государственного заповедника и Аг-Гельского государственного заказника. Занесён в качестве водно-болотного угодья мировой значимости в список охраняемых объектов организации ЮНЕСКО. |                    | Список национальных парков Азербайджана (Азербайджан) · Точка |
| 3.  | Ширванский национальный парк                                 | Şirvan Milli Parkı                               | 5 июля 2003      | 54,373.5 га (543.73 км²)    | Сальянский и Нефтчалинский районы                 | Создан с целью защиты и размножения джейранов, занесенных в «Красную Книгу» Азербайджанской Республики |                    | Список национальных парков Азербайджана (Азербайджан) · Точка |
| 4.  | Гирканский национальный парк                                 | Hirkan Milli Parkı                               | 9 февраля 2004   | 42,797 га (427.97 км²)      | Лянкаранский и Астаринский районы                 | |                    | Список национальных парков Азербайджана (Азербайджан) · Точка |
| 5.  | Алтыагаджский национальный парк                              | Altıağac Milli Parkı                             | 31 августа 2004  | 11,035 га (110.35 км²)      | Хызинский и Сиязаньский районы                    | Находится на территории одноимённого заповедника. |                    | Список национальных парков Азербайджана (Азербайджан) · Точка |
| 6.  | Апшеронский национальный парк                                | Abşeron Milli Parkı                              | 8 февраля 2005   | 783 га (7.83 км²)           | Баку                                              | Создан на базе Апшеронского государственного заказника. |                    | Список национальных парков Азербайджана (Азербайджан) · Точка |
| 7.  | Шахдагский национальный парк                                 | Şahdağ Milli Parkı                               | 8 декабря 2006   | 130,508.1 га (1305.081 км²) | На границе с Грузией и Россией                    | Парк был создан на территории Исмаиллинского и Пиргулинского заповедников. |                    | Список национальных парков Азербайджана (Азербайджан) · Точка |
| 8.  | Гёйгёль                                                      | Göygöl Milli Parkı                               | 1 апреля 2008    | 12,755 га (127.55 км²)      | Гёйгёльский район                                 | Парк создан на базе Гёйгёльского государственного заповедника. |                    | Список национальных парков Азербайджана (Азербайджан) · Точка |
| 9.  | Самур-Яламинский национальный парк                           | Samur-Yalama Milli Parkı                         | 5 ноября 2012    | 11,772 га (117.72)          | Хачмазский район, регион Губа-Хачмаз.             | |                    | Список национальных парков Азербайджана (Азербайджан) · Точка |
| 10. | Гызылагаджский национальный парк                             | Qızılağac Milli Parkı                            | 26 сентября 2018 | 99 060 га                   | Ленкоранский, Масаллинский, Нефтечалинский районы | |                    |                                                               |
| 11. | Национальный парк «Ахар-Бахар»                               | Axar-Baxar milli parklı                          | 14 июля 2025     | 23901,99 га                 | Самухский, Евлахский, Гахский районы              | |                    |                                                               |
| 12. | Национальный парк «Илису»                                    | İlisu milli parklı                               | 14 июля 2025     | 13966,0 га                  | Загатальский, Гахский районы                      | |                    |                                                               |